# Cattle Decapitation
Cattle Decapitation – amerykańska grupa wykonująca muzykę z pogranicza grindcore'u, death metalu i metalu progresywnego. Powstała w 1996 roku w San Diego, w stanie Kalifornia.

## Dyskografia
| Homovore                    | - Data: 2 maja 2000 - Wydawca: Three One G Records       | —   | —  | —  | —  |                  |
| To Serve Man                | - Data: 29 lipca 2002 - Wydawca: Metal Blade Records     | —   | —  | —  | —  |                  |
| Humanure                    | - Data: 12 lipca 2004 - Wydawca: Metal Blade Records     | —   | —  | —  | —  |                  |
| Karma. Bloody. Karma        | - Data: 10 lipca 2006 - Wydawca: Metal Blade Records     | —   | —  | —  | —  |                  |
| The Harvest Floor           | - Data: 19 stycznia 2009 - Wydawca: Metal Blade Records  | —   | 16 | —  | —  | - USA: 1,7 tys.+ |
| Monolith of Inhumanity      | - Data: 7 maja 2012 - Wydawca: Metal Blade Records       | —   | 6  | 32 | 18 | - USA: 4 tys.+   |
| The Anthropocene Extinction | - Data: 7 sierpnia 2015 - Wydawca: Metal Blade Records   | 100 | —  | 5  | 5  | - USA: 5,8 tys.+ |
| Death Atlas                 | - Data: 29 listopada 2019 - Wydawca: Metal Blade Records | 116 |    |    | 3  |                  |
| "—" album nie był notowany. |                                                          |     |    |    |    |                  |

## Teledyski
| Tytuł                        | Rok  | Reżyseria         | Album                  | Źródło |
| ---------------------------- | ---- | ----------------- | ---------------------- | ------ |
| "To Serve Man"               | 2002 | Russ Herpich      | To Serve Man           | [ 14 ] |
| "Reduced To Paste"           | 2004 | Adam Grabarnick   | Humanure               | [ 14 ] |
| "Regret & The Grave"         | 2009 | Gary Smithson     | The Harvest Floor      | [ 14 ] |
| "A Body Farm"                | 2009 | Tyson Montrucchio | The Harvest Floor      | [ 14 ] |
| "Kingdom Of Tyrants"         | 2012 | Mitch Massie      | Monolith of Inhumanity | [ 14 ] |
| "Forced Gender Reassignment" | 2012 | Mitch Massie      | Monolith of Inhumanity | [ 14 ] |
| "Your Disposal"              | 2013 | Mitch Massie      | Monolith of Inhumanity | [ 15 ] |